# HD 59686b
HD 59686 b 是一顆太陽系外行星，其軌道半長軸是地球繞太陽軌道半長軸的 91.1%（或0.911天文單位）。該行星以極接近圓形的軌道環繞巨星 HD 59686。